# آیوار آنیسته
آیوار آنیسته (استونیایی: Aivar Anniste؛ زادهٔ ۱۸ فوریهٔ ۱۹۸۰) بازیکن فوتبال اهل استونی است.
از باشگاه‌هایی که در آن بازی کرده‌است می‌توان به باشگاه فوتبال فلورا تالین و باشگاه فوتبال تی‌وی‌ام‌کی اشاره کرد.
وی همچنین در تیم ملی فوتبال استونی بازی کرده‌است.